# We Have Never Been Modern
We Have Never Been Modern (im Tschechischen Úsvit für „Dämmerung“) ist ein Mystery-Drama von Matěj Chlupáček. In dem Film spielt Eliška Křenková eine schwangere, angehende Ärztin, die nach dem Auffinden eines toten Neugeborenen, das sowohl männliche als auch weibliche Genitalien aufweist, die Hintergründe des Falles untersucht, nachdem der tschechoslowakische Geheimdienst die Ermittlungen schnell einstellt. Die Premiere des Films erfolgte Anfang Juli 2023 beim Internationalen Filmfestival Karlovy Vary, der Kinostart in Tschechien Anfang Oktober 2023. Im Rahmen der Verleihung des Český lev 2024 erhielt We Have Never Been Modern 12 Nominierungen.

## Handlung

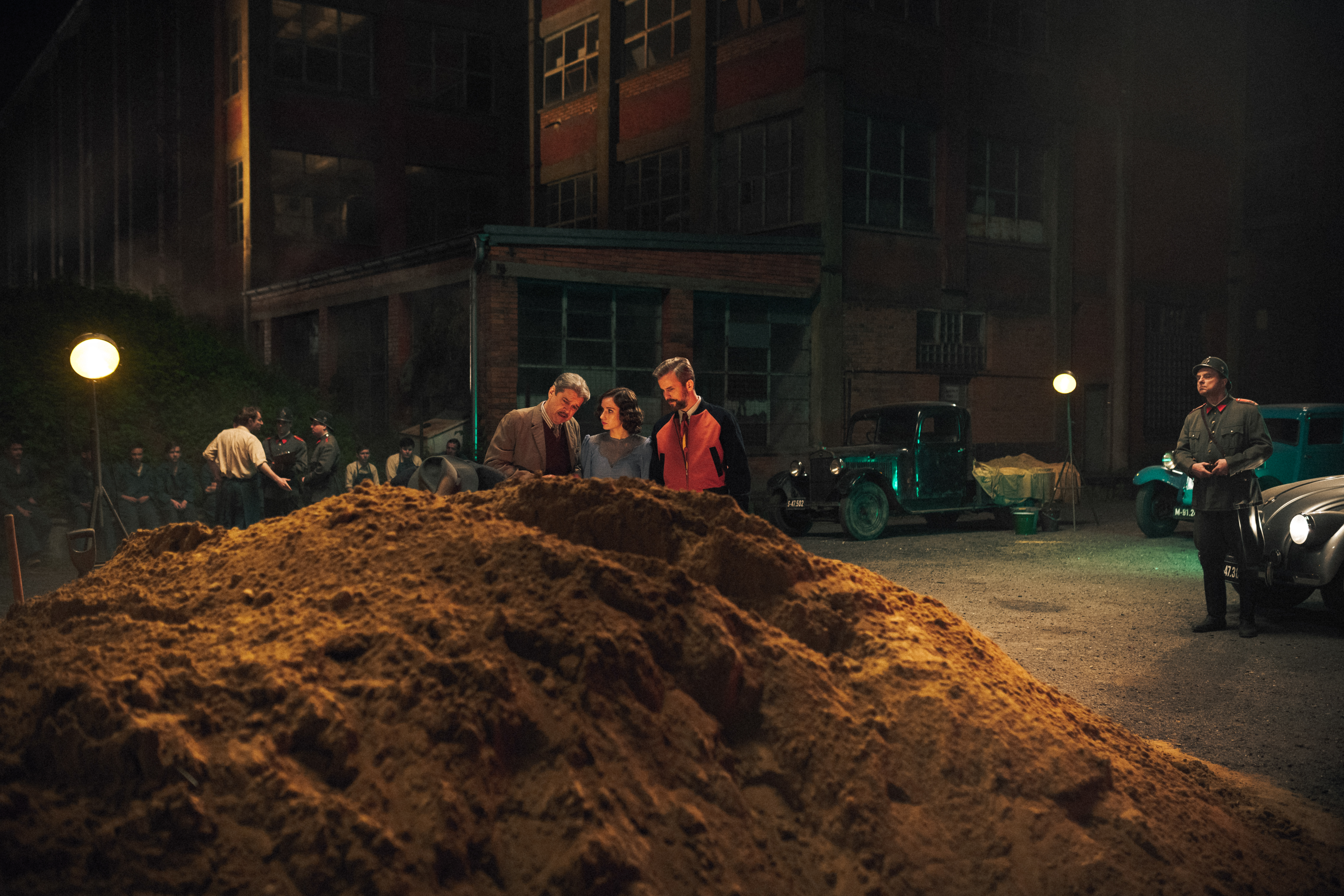
Alois Haupt ist der Direktor einer Kunstfaserfabrik, auf deren Gelände man ein totes Neugeborenes findet

Wir schreiben das Jahr 1937. Inmitten von Svit, einer Stadt am Fuße der Hohen Tatra, liegt eine Kunstfaserfabrik, deren junger Direktor Alois Haupt für seine Zeit einen modernen Ansatz verfolgt. Als Fabrikleiter soll er den Erfolg einer Schuhfabrik in der Stadt Zlín wiederholen. Seine Frau Helena, eine angehende Ärztin, ist schwanger.
Die rosige Zukunft der Familie wird getrübt, als die Leiche eines Neugeborenen auf dem Fabrikgelände gefunden wird. Das tote Kind hat sowohl männliche als auch weibliche Genitalien. Dies ereignet sich nur wenige Tage vor der Ankunft des Unternehmermoguls Jan Antonín Baťa. Die Mitarbeiter des tschechoslowakischen Geheimdienstes sind mit ihren Ermittlungen schnell fertig, in Helenas Augen zu schnell. Ausgestattet mit dem notwendigen medizinischen Wissen und einem guten Spürsinn beginnt sie daher, selbst Nachforschungen anzustellen.

## Produktion

### Regie und Drehbuch
Regie führte Matěj Chlupáček. Bei We Have Never Been Modern handelt es sich um seinen zweiten Spielfilm nach Bez doteku aus dem Jahr 2013. Das Drehbuch schrieb Miro Šifra, mit dem Chlupáček bereits für die tschechische Fernsehserie Zrádci zusammengearbeitet hatte.

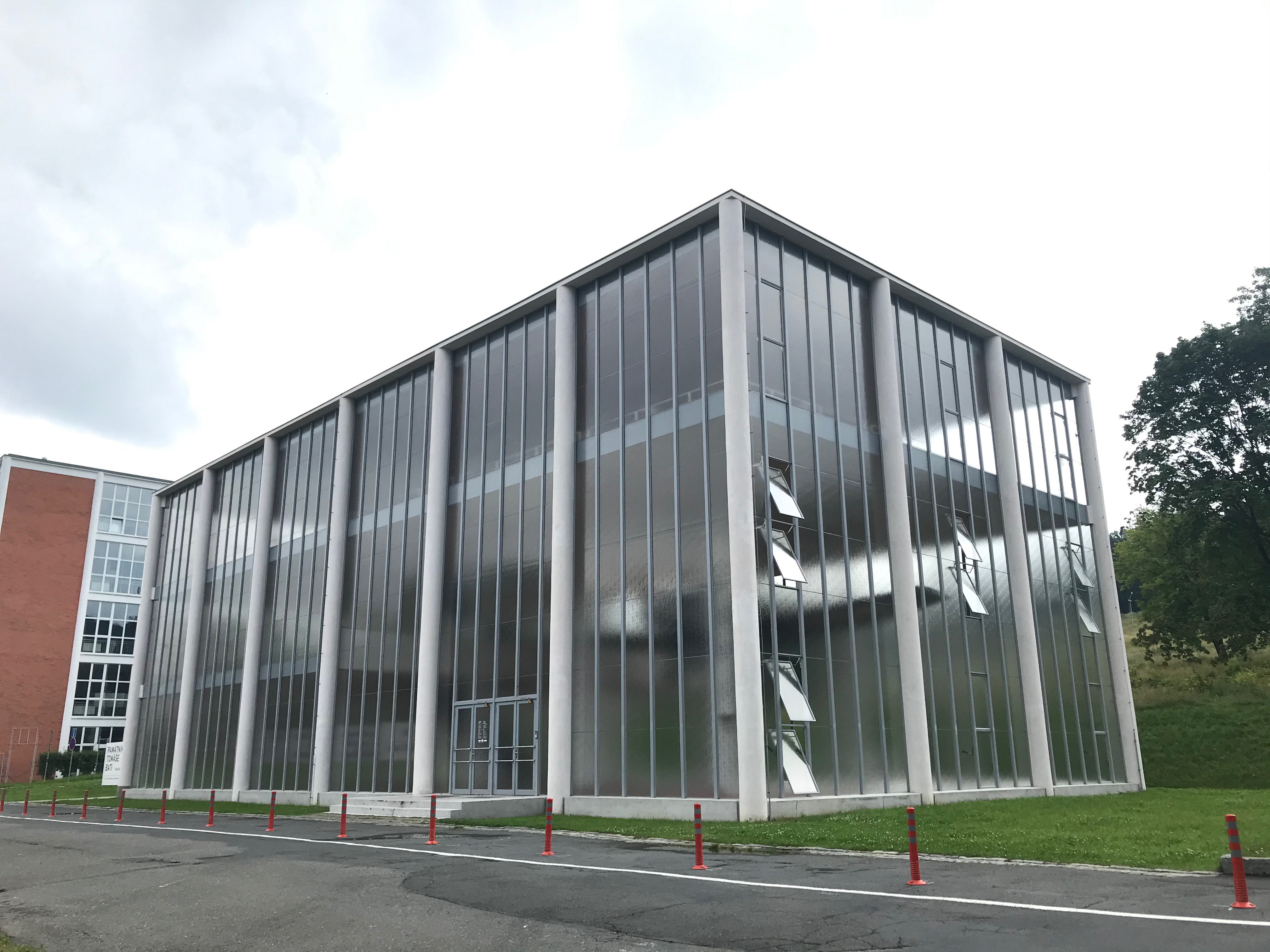
In Zlin drehte man im Bereich des Denkmals für Baťa

Im Film wird neben der Erzählung, wie Helena auf eigene Faust im Fall des Kindsmordes ermittelt, auch das Thema Intersexualität angesprochen, das in der Zwischenkriegszeit ein Tabu war. Hermaphroditismus fungiere hier der Darstellung umfassenderer Themen, in dem Sinne, dass jemand, der anders ist, nicht unbedingt schlecht ist, so der Regisseur und verwies in diesem Zusammenhang als Beispiel auf das heutige Ungarn und seine regressive Politik im Bereich der Rechte der LGBT-Gemeinschaft. Was das Anderssein betrifft, so habe sich unsere Gesellschaft im Vergleich zu den 1930er Jahren nicht viel bewegt, und in gewissem Sinne sei es sogar noch schlimmer geworden, insbesondere in der Slowakei, so der Regisseur. Die Ergebnisse von Helenas Nachforschungen über intersexuelle Menschen werden in animierten Sequenzen dargestellt.
Die modernen Visionen von Alois für die Fabrik sind eine Anspielung auf den „König der Schuhe“ Tomáš Baťa. Dieser gründete 1894 mit seinen Geschwistern in Zlín den Schuhhersteller Baťa und baute diesen in der Zwischenkriegszeit zum globalen Konzern und Weltmarktführer aus. Mit der Einführung der Fabrikfertigung und der erstmaligen Belieferung des Einzelhandels modernisierte Baťa die Schuhindustrie. Úsvit, der Titel des Films im Tschechischen, bedeutet „Morgendämmerung“ und verweist gleichzeitig auf den Namen der Stadt Svit, dem Schauplatz der im Film erzählten Geschichte, wo Alois nach dem Vorbild in Zlín seine moderne Fabrik aufbaut.

### Besetzung, Dreharbeiten und Szenenbild
Die Tschechin Eliška Křenková, bekannt für ihre Rolle in dem Film Winter Flies von 2018, für die sie beim Český lev als beste Nebendarstellerin ausgezeichnet wurde, spielt in der weiblichen Hauptrolle Helena. Die männlichen Hauptrollen wurden mit Miloslav König als Helenas Ehemann Alois und Milan Ondrík als der Geheimdienstmitarbeiter Robert besetzt. Marián Mitaš spielt dessen Partner. In weiteren Rollen sind Richard Langdon als der Transmann Alexander, der in Alois’ Fabrik arbeitet, Ladislav Hampl, Jan Jackuliak als dessen Vater und Luboš Veselý als Doktor Kubák zu sehen.

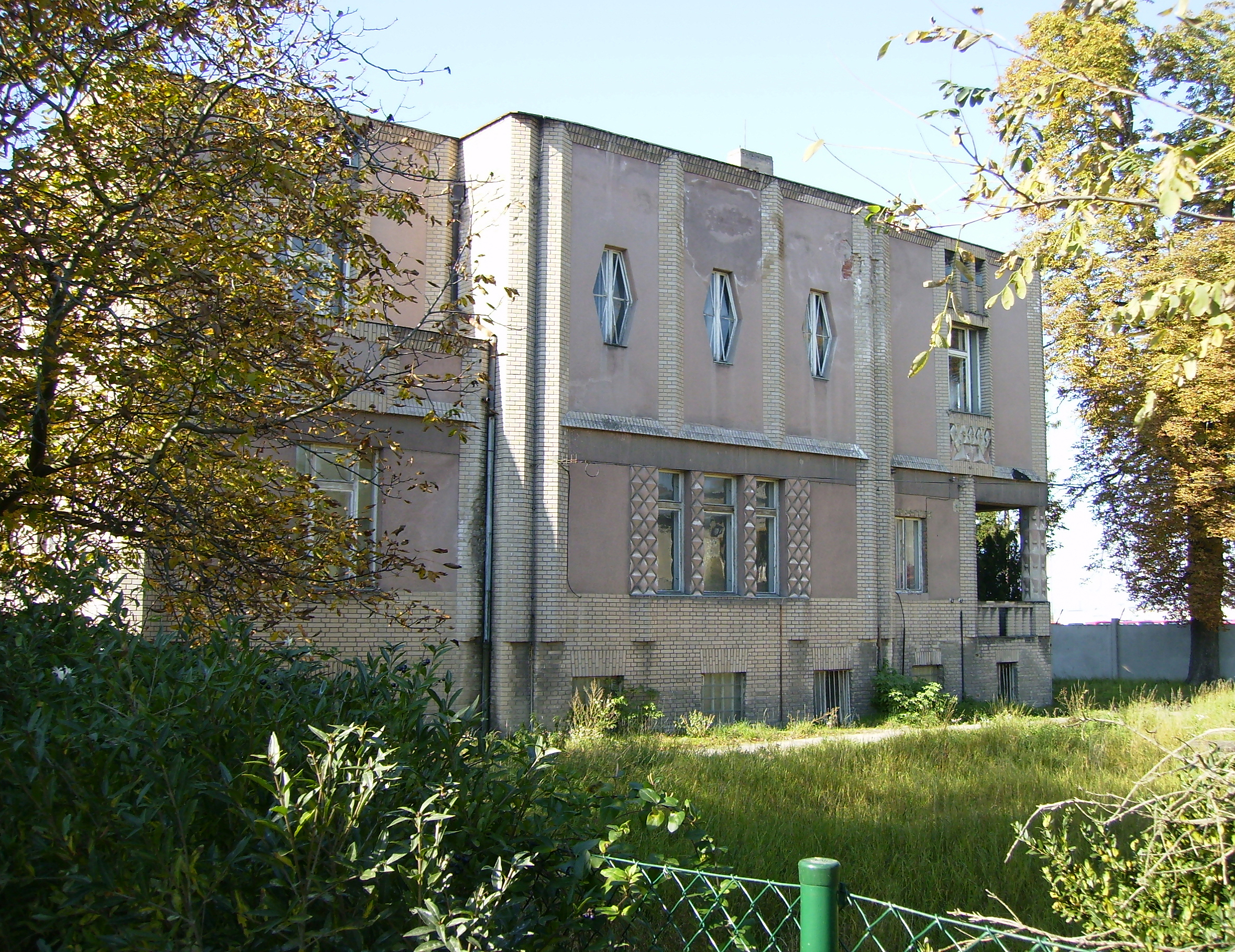
Dem Wohngebäude von Helena und ihrem Mann diente die Villa Benies in der Stadt Lysá nad Labem als Kulisse

Dem Wohngebäude von Helena und ihrem Mann diente die Villa Benies in Litol, einem Stadtteil von Lysá nad Labem, etwa 40 Kilometer von Prag entfernt als Kulisse. Die Villa ist eines der ganz wenigen erhaltenen kubistischen Gebäude in Tschechien, in denen noch die meisten Beispiele des kubistischen Baustils sowie zahlreiche Originaldekore zu finden sind und ist eines der ersten Gebäude, das mit einem Flachdach versehen wurde. Weitere Aufnahmen entstanden in der Stadt Zlín im Osten Tschechiens. Dort entstanden unter anderem Ende Mai 2022 Aufnahmen im Bereich der Gedenkstätte für Tomáš Baťa. In Svit selbst wurde nicht gedreht, weil das heutige Aussehen der Stadt nicht dem in den 1930er Jahren entsprach, die sich damals noch im Aufbau befand. Der Film wurde teilweise in Schwarzweiß gedreht. Kameramann Martin Douba war in der Vergangenheit für eine Vielzahl von Fernsehfilmen tätig. Als Coloristin hollte Chlupáček Natasha Leonnet ins Boot, die in der Vergangenheit an Filmen wie Hidden Figures, Aufbruch zum Mond und Spider-Man: A New Universe an der Farbgebung arbeitete.
Für die Außen- und Innenaufnahmen in der Baťa-Fabrik in Zlín wurden die Räumlichkeiten von Art Director Henrich Boráros und seinem Team originalgetreu im Maßstab 1:7 nachgebaut.

### Filmmusik, Marketing und Veröffentlichung
Die Filmmusik komponierte Simon Goff. Der Grammy-Preisträger arbeitete in der Vergangenheit mit der Isländerin Hildur Guðnadóttir zusammen und war zuvor für Filme wie Joker und Fernsehserien wie Chernobyl tätig.
Die Premiere war am 1. Juli 2023 beim Internationalen Filmfestival Karlovy Vary, wo der Film im Hauptwettbewerb um den Kristallglobus konkurrierte. Kurz zuvor wurde der erste Trailer vorgestellt. Ende September 2023 wurde We Have Never Been Modern beim Finále Plzeň vorgestellt. Am 5. Oktober 2023 kam der Film in die tschechischen Kinos.  Im November 2023 wurde er beim Internationalen Filmfestival Thessalonik gezeigt. Im Januar 2024 erfolgten Vorstellungen beim Palm Springs International Film Festival. Im März 2024 wurde der Film beim Glasgow Film Festival gezeigt. Im Mai 2024 wird er beim Neiße Filmfestival gezeigt.

## Rezeption

### Kritiken
Guy Lodge von Variety schreibt in seiner Kritik, die eigentliche Tragödie entfalte sich vor dem Hintergrund einer Kultur des verständnislosen Schweigens über intersexuelle und LGBT-Identitäten und in einer Gesellschaft, in der Wissenslücken durch reißerische Vermutungen und Anschuldigungen gefüllt werden.

### Auszeichnungen
Český lev 2024
- Nominierung als Bester Film (Maja Hamplová und Matěj Chlupáček)
- Nominierung für die Beste Regie (Matěj Chlupáček)

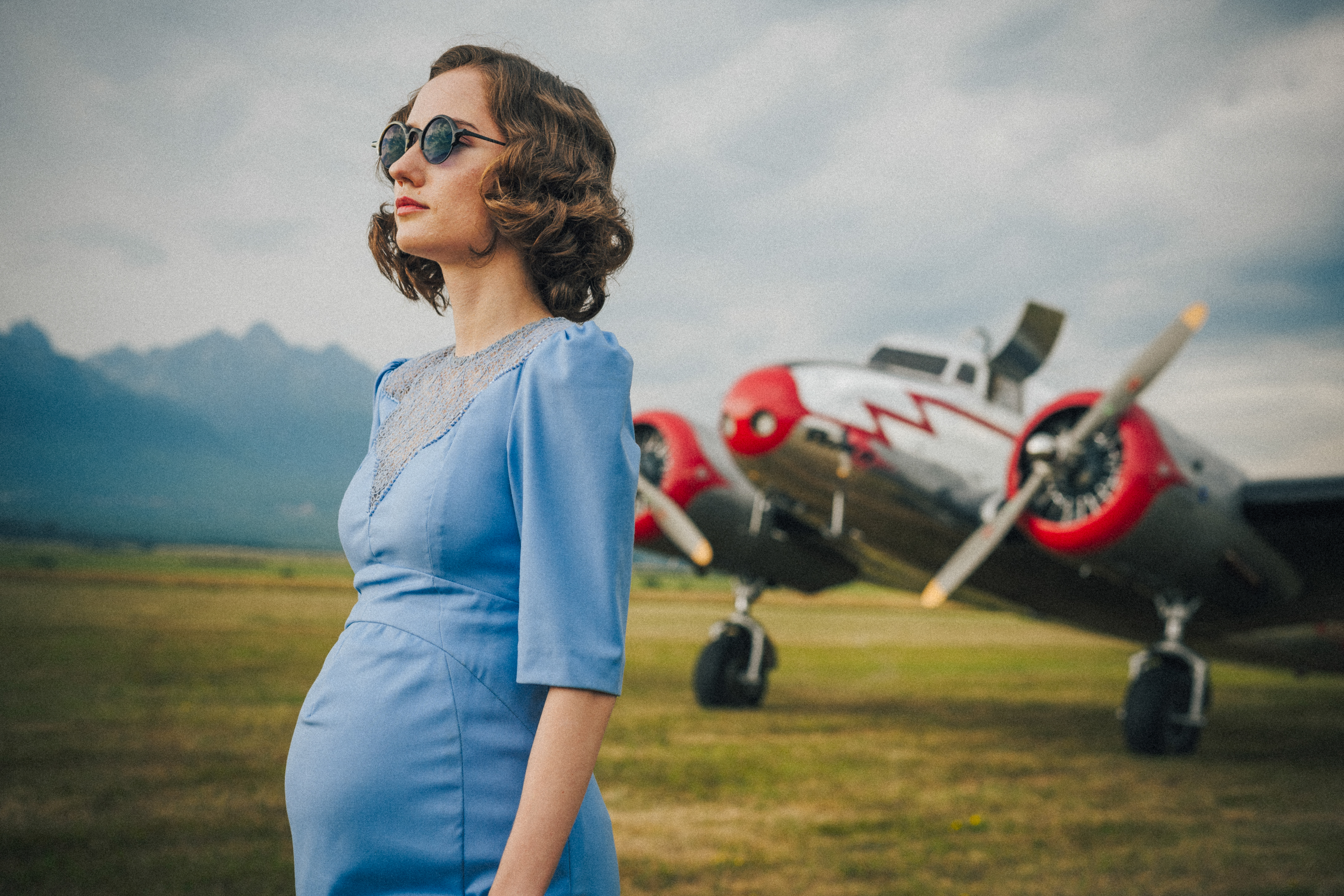
Eliška Křenková spielt die schwangere Fabrikantengattin Helena Hauptová

- Nominierung für das Beste Drehbuch (Miro Šifra)
- Nominierung für den Besten Schnitt (Pavel Hrdlička)

- Nominierung für das Beste Bühnenbild (Henrich Boráros)
- Nominierung für die Besten Kostüme (Jarmila Dunděrová)
- Nominierung für das Beste Make-up und Hairstyling (Lenka Nosková und Martin Jankovič)
- Nominierung für die Beste Kamera (Martin Douba)
- Nominierung für den Besten Ton (Pavel Rejholec, Peter Hilčanský und Tomáš Zůbek)
- Nominierung für die Beste Musik (Simon Goff)
- Nominierung als Beste Hauptdarstellerin (Eliška Křenková)
- Nominierung als Beste Nebendarstellerin (Martha Issová)[18]

Cleveland International Film Festival 2024
- Auszeichnung als Bester Film im George Gund III Memorial Central and Eastern European Film Competition[19]

Finále Plzeň 2023
- Nominierung im Langfilmwettbewerb[13]

Internationales Filmfestival Karlovy Vary 2023
- Nominierung für den Kristallglobus[2]

Internationales Filmfestival Thessaloniki 2023
- Nominierung im Meet the Neighbours+ Competition
- Auszeichnung als Bester Schauspieler in der Sektion Meet the Neighbours+ (Richard Langdon)[20][21]

Neiße Filmfestival 2024
- Nominierung im Wettbewerb Spielfilm[17]

Palm Springs International Film Festival 2024
- Nominierung für den New Voices New Visions Award[22]